# Acerentomon tenuisetosum
Acerentomon tenuisetosum är en urinsektsart som beskrevs av Josef Nosek 1973. Acerentomon tenuisetosum ingår i släktet Acerentomon och familjen lönntrevfotingar. Inga underarter finns listade i Catalogue of Life.